# Церковь Святого Мокия
Це́рковь Свято́го Моки́я в Константинополе, также известная как Моки́он (др.-греч. Μωκίον), являлась одной из важнейших в городе. Церковь была разрушена не позднее конца XIV века и её точно положение не известно. Считается, что она располагалась недалеко от одноимённой цистерны, развалины которой сохранились.

## История
Согласно традиции, восходящей к VIII веку, она была построена при Константине Великом и освящена в честь святого Мокия, мученика времён правления Диоклетиана. Такой точки зрения придерживаются Феофан Исповедник и Исихий Милетский. В датированной 750 годом хронике сообщаются дополнительные подробности о постройке церкви, согласно которым на этом месте находился большой храм Зевса (или, по другим источникам, Геракла), перестроенный Константином. Георгий Кедрин сообщает, что исходно храм был построен при Филиппе Македонском. Поскольку Святой Мокий принял мученичество неподалёку, Константин распорядился захоронить его тело под алтарём. При Феодосии Великом изгоняемые из столицы ариане получили Мокион для отправления своего культа. Там они прожили семь лет, после чего были вынуждены оставить пришедшее в негодность, из-за большого числа населяющих его людей, здание. Однако, поскольку Созомен, перечисляя храмы, построенные при Константине, не упоминает Мокион, эта хронология вызывает сомнения.
В своём трактате «О постройках» Прокопий Кесарийский (I, IV.27) упоминает о том, что Юстиниан полностью перестроил храм, однако на второй год правления императора Льва Исавра здание обрушилось и было реконструировано вновь при Василии Македонянине. В записках Антония Новгородского, совершившего паломничество в Константинополь в начале XIII века рассказывается, что «А оттоле же святаго Мокия монастырь: а в нём церковь велика; и в той же церкви под олтарем лежит святый Мокий и святый Самсон; от гроба его вода идет». Другими русскими паломниками, посещавшими город в конце XIV века церковь не упоминается. Не известно, была ли она разрушена крестоносцами или что-то ещё, но уже при Иоанне V Палеологе её обломки использовались для починки стен города.
Не известно, в какую эпоху при церкви появился монастырь, возможно после реконструкции в правление Василия I. Василий Болгаробойца и Комнины многочисленными пожертвованиями способствовали украшению монастыря, однако процитированное выше упоминание о нём Антонина Новгородского является последним.

## События
Во время конфликта, связанного с Эфесским собором, когда Феодосий II не выразил желания осудить Нестория, сюда привёл толпу святой Далмаций. В 903 году, когда на Преполовение в Мокион, согласно обычаю, прибыл Лев Мудрый, некий Стилиан, спрятавшийся за амвоном, нанёс императору удар дубиной, по счастью смягчённый канделябром. В конце XI века один из настоятелей монастыря принял участие в Константинопольском соборе, призванном примирить епископа Льва Халкидонского с императором Алексеем I Комнином.
В Синаксаре святой Мокий числился под 11 мая, днём, в который официально праздновалось основание Константинополя. Также в Мокионе праздновался 15 октября день Лукиана Антиохийского и ряда других святых.